# Knysmetopa grandimana
Knysmetopa grandimana is een vlokreeftensoort uit de familie van de Stenothoidae. De wetenschappelijke naam van de soort is voor het eerst geldig gepubliceerd in 1974 door Griffiths.